# Stein Winge
Stein Winge (Oslo, 10 de novembro de 1940 – 26 de fevereiro de 2024) foi um ator norueguês.

## Morte
Winge morreu no dia 26 de fevereiro de 2024, aos 83 anos.